# Логуш Юрій Омелянович

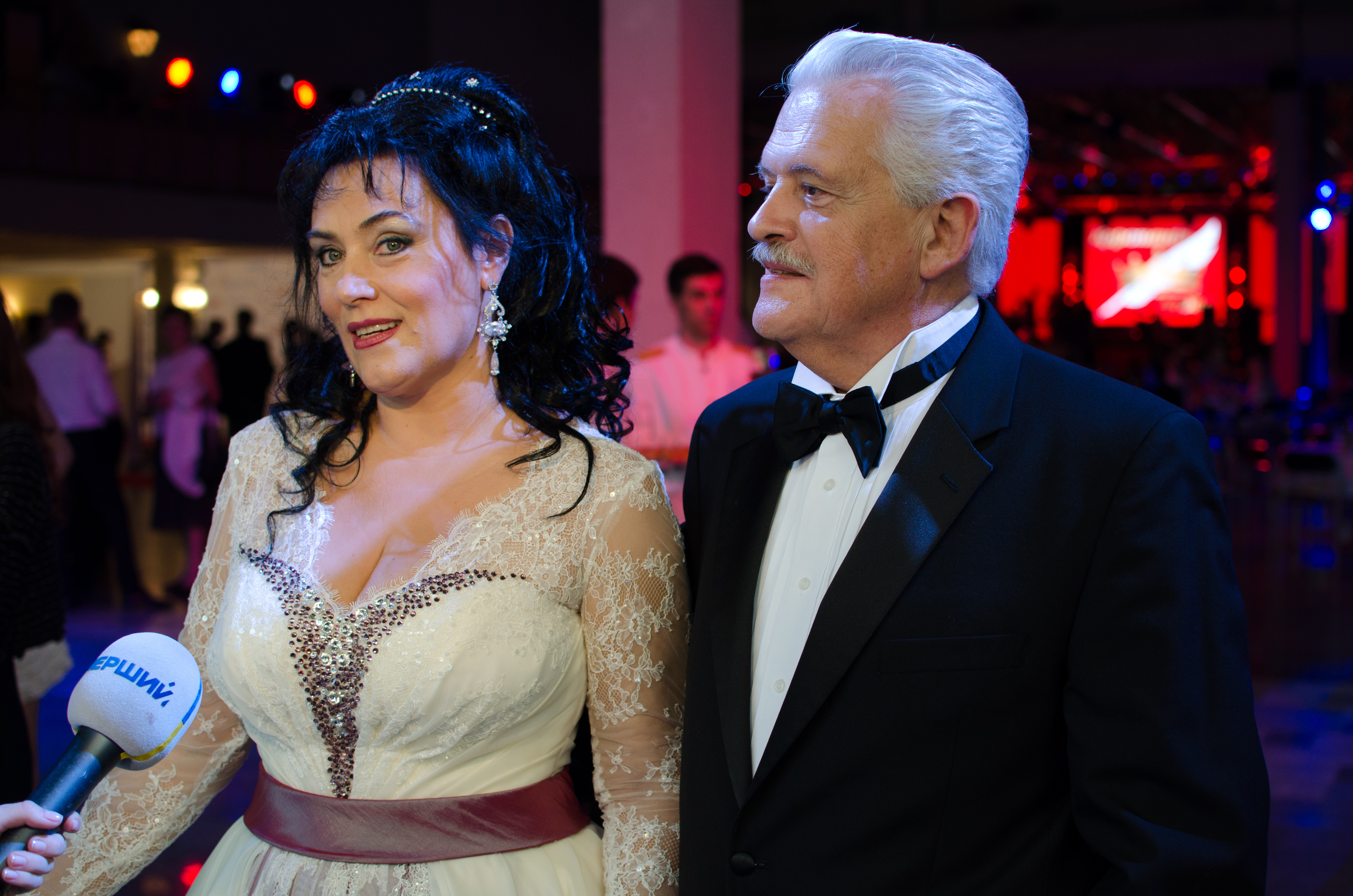
Юрій та Тетяна Логуші на «Коронації слова 2013»

Лоґуш Юрій Омелянович (Логуш Джордж Крістофер нар. 22 березня 1945, Німеччина) — науковець-економіст, топ-менеджер, громадський діяч. Президент Київської школи економіки. ПPhD — економетрика і математична економіка — університет Нью-Йорка. Співзасновник соціальних проектів: «Коронація слова», «Карнавалія», «Золоті письменники України». Голова Наглядової Ради Фонду BrainBasket.
Працював понад 20 років у США, майже стільки ж присвятив консалтингу в США, Румунії, Україні. Працював сенатором в УКУ, проректором зі стратегії та програми розвитку Українського Католицького Університету, головою правління Львівської бізнес школи та в радах нагляду в Міжнародному інституті менеджменту (1МІ) у Києві. Був помічником і заступником декана, професором, директором Інституту міжнародного бізнесу у Fordham University's Graduate School of Business в Нью-Йорку (1975-1992).
Одружений з Тетяною Логуш.

## Дитинство. Родина
Юрій Логуш народився в патріотичній українській сім'ї на еміграції у Німеччині.
Дід по мамі мав власну цегельню на Полтавщині, був діячем Української автокефальної церкви, за що розстріляний більшовиками без суду та слідства.
Батько, Омелян Логуш — абсольвент Бучацької державної гімназії, був активним діячем ОУН, референтом пропаганди крайового проводу ОУН ПівдСУЗ (Південно-східних українських земель) у Дніпропетровську (1942–1943), політреферентом Центрального проводу ОУН, учасником ІІІ-го Надзвичайного Великого Збору (НВЗ) ОУН (21—25 серпня 1943).
Мати — Мешко Катерина Яківна - очільник обласного проводу ОУН (Ворошиловград), водночас заступник референта пропаганди крайового проводу Південно-Східних земель Омеляна Логуша (його дружина), потім — провідник ОУН Криму. Співорганізатор (разом з чоловіком) Конференції поневолених народів Сходу Європи і Азії (21—22 листопада 1943, учасник Великого Збору УГВР (11—15 липня 1944).
Незадовго до народження сина батьки Юрія Логуша опинились в американській зоні в Німеччині з секретним завданням — налагодити зв'язки з союзами антигітлерівських західних держав; дістались до американської окупаційної зони Німеччини, влилися в українську діаспору.
Раннє дитинство минуло у Західній Німеччині. Батьки вчили хлопчика писати й читати рідною мовою. Згодом маленький Юрій (вільно говорив українською та німецькою) разом із батьками переїздить до Штатів (Нью-Йорк), де батько очолив український відділ «Голосу Америки». В Америці Юрій опановує іспанську та англійську мови.
Читає книжки українських поетів і письменників доби «розстріляного відродження» – Івана Багряного, Валер'яна Підмогильного, Віктора Домонтовича, Миколи Хвильового… Стає учасником Пласту, разом з іншими нью-йоркськими українцями плекає свою національну свідомість. Слідкує за новинами про Україну, де розпочинається відродження, доба «шістдесятників». Вивчає математику, готуючись до вступу в Нью-Йоркський Університет на інженерний факультет.

## Освіта, наукова і педагогічна діяльність
Закінчив Вищу школу ділової адміністрації (університет Фордгам, Нью-Йорк), доктор економіки, професор.
Серйозно захоплювся економетрикою — точною наукою, що вивчає економіку за допомогою математичних методів.
При роботі над дисертацією з радянської економіки вивчає соціалістичні методи керування підприємствами, планове господарство, зовнішню радянську торгівлю. Висновок, що він робить у 1973 на основі докторської дисертації «Макроекономічна модель радянської зовнішньої торгівлі», випередив висновки серйозних західних дослідників: радянська економіка приречена, через десяток років криза планової економіки призведе до розпаду системи соціалістичного господарства, а отже — й існування Союзу як такого.
Протягом 1975–1992 зробив викладацьку кар'єру: декан, продекан, директор Інституту міжнародного бізнесу. Паралельно працював бізнес-консультантом.
Юрій Логуш — один із засновників Вищої школи бізнесу адміністрації (ВШБА) університету Фордгам (Нью-Йорк).

## В Україні
До приїзду в Україну в 1980—1992 роках — генеральний директор Garden State Health Plan (HMO) у США.
Вперше в Україну Юрій Логуш приїхав 1989 року з метою заснувати Міжнародний Інститут Менеджменту (МІМ) при Інституті економіки Національної академії наук. 1992 року відкрив, очолив в Україні тютюнову компанію RJ Reynolds Tobacco International. В 1995 у Відні на медичній виставці знайомиться зі своєю майбутньою дружиною, за його словами, справжньою «українською українкою», Тетяною, це ще більше пов'язує його із рідною землею.

### Кар'єра
- 1992—1994 — генеральний директор RJ Reynolds Tobacco International в Україні.
- 1994—1995 — генеральний директор KPMG / Barents Group в Україні.
- 1994—1995 — генеральний директор «Крафт Фудз» (Україна, Білорусь, Молдова, Грузія, Вірменія та Азербайджан).
- 1995—2011 — голова правління ЗАТ «Крафт Фудз Україна».
- 2011—2012 — віце-президент, директор з маркетингу та продажу агрохолдингу Миронівський хлібопродукт.
- З жовтня 2012 — проректор Українського католицького університету.
- З 2014 року — Президент Київської школи економіки

### Досвід консалтингу
Його досвід консалтингу включає: Citibank, American Cyanamid, PWC / Coopers & Lybrand, Центр ООН по транснаціональних корпораціях, Управління загальної бухгалтерської звітності (США), Адміністрація фінансування охорони здоров'я (США), Департамент охорони здоров'я та соціальних служб в Нью- Джерсі, Департамент охорони здоров'я в Пенсільванії. У 2004—2010 роках він був членом Консультативної ради з іноземних інвестицій при Президентові України, Ради з культури при Президентові України, Ради інвесторів прем'єр-міністра України.

### Соціальні та культурні проєкти
Компанія «Крафт Фудз», якою керував Юрій Логуш, підтримувала молодих українських літераторів, допомагала лікарням, школам, музеям.
Юрій (разом з дружиною) засновники та організатори бал-маскараду «Карнавалія», що проводився в Києві щороку з 2007 по 2011 та 2013.; співзасновниками міжнародного конкурсу романів, кіносценаріїв, п'єс, пісенної лірики та творів для дітей «Коронація слова».
У 2012 Тетяна і Юрій Логуші заснували відзнаку «Золоті письменники України».